# Samundri
Samundri ou Sammundri (en ourdou : سمندری) est une ville pakistanaise, située dans le district de Faisalabad, dans le centre de la province du Pendjab. Elle est la capitale du tehsil éponyme.
La population de la ville a été multipliée par près de trois entre 1998 et 2017, passant de 54 908 habitants à 156 991. Entre 1998 et 2017, la croissance annuelle moyenne s'affiche à 5,7 %, bien supérieure à la moyenne nationale de 2,4 %. En 2023, la population de la ville monte à 186 371 habitants.
La ville est essentiellement pendjabie, puisque près de 96 % des habitants en parlent la langue, tandis qu'environ 3 % des habitants ont l'ourdou pour langue maternelle.
Essentiellement musulmane, la ville inclut une minorité chrétienne, comptant plus de 5 000 fidèles, presque 3 % des habitants de la ville.
Le taux d'alphabétisation de la ville s'élève à 79 % en 2023 (contre une moyenne nationale de 61 %), dont 81 % pour les hommes et 76 % pour les femmes.
|            | 1972 (rec.) | 1981 (rec.) | 1998 (rec.) | 2017 (rec.) | 2023 (rec.) |
| ---------- | ----------- | ----------- | ----------- | ----------- | ----------- |
| Population | 13 642      | 30 849      | 54 908      | 156 991     | 186 371     |